# Notalina tillyardi
Notalina tillyardi là một loài Trichoptera trong họ Leptoceridae. Chúng phân bố ở miền Australasia.